# Stiven Plaza
Stiven Ricardo Plaza Castillo (Esmeraldas, Equador, 11 de març de 1999) és un futbolista professional equatorià que juga com a davanter al Mazatlán FC.

## Carrera de club

### Independiente del Valle
Plaza va començar la seva carrera al Norte América l'any 2011, com a lateral esquerre. El 2017, després de les estades al Deportivo Azogues i a l'Aucas, es va incorporar a l'Independiente del Valle i va ser titular habitual de la plantilla sub-18 del club.
Convertit en davanter per Juan Carlos León, Plaza va fer el seu debut sènior durant la temporada 2018 amb l'Alianza Cotopaxi, l'equip filial del club. Després d'haver marcat 7 gols en 3 partits a la Copa Libertadores sub-20 del 2018, va ser observat pels exploradors del Manchester City i el Manchester United de la Premier League.
Plaza va fer el seu debut professional (i a la Sèrie A equatoriana) l'11 de juny de 2018, entrant com a substitut tardà en un empat a 1-1 fora de casa contra la Universidad Católica. Va marcar el seu primer gol el 12 d'agost, marcant el tercer gol del seu equip en la victòria a casa per 3-1 contra l'Emelec.
El 23 d'octubre de 2018, Plaza va marcar un doblet en la victòria per 2-0 fora del Técnico Universitario.

### Valladolid
El 10 de desembre de 2018, el Reial Valladolid espanyol va confirmar un precontracte amb Plaza per incorporar-se al club un cop s'obrís el període de transferència l'1 de gener de 2019. Plaza va debutar amb el Valladolid el 16 de febrer de 2019, en una derrota per 1-0 a casa contra el FC Barcelona.

#### Trabzonspor (cessió)
El 17 d'agost de 2020, Plaza va ser cedit al Trabzonspor turc per dues temporades.

## Carrera internacional
El 4 d'octubre de 2018, Plaza va ser convocat pel tècnic de l'Equador, Hernán Darío Gómez, per als amistosos contra Qatar i Oman. Va fer el seu debut internacional complet vuit dies després, començant en una derrota per 4-3 contra el primer a l'estadi Jassim Bin Hamad de Doha.

## Palmarès
Equador Sub-20
- Tercer lloc de la Copa del Món Sub-20 de la FIFA: 2019[10]

### Individual
- Màxim golejador de la Copa Libertadores sub-20: 2018